# Голенищев-Кутузов-Толстой, Павел Павлович
Павел Павлович Голенищев-Кутузов-Толстой (1839—1914) — русский обер-егермейстер из нетитулованной ветви рода Толстых.

## Биография
Сын генерал-майора Павла Матвеевича Толстого от второго его брака с Марией Константиновной Бенкендорф родился 8 (20) декабря 1839 года. Как старший из потомков фельдмаршала Михаила Илларионовича Кутузова в роде отца получил в 1859 году право добавить его фамилию к собственной.
В 1857 году был выпущен из Пажеского корпуса коллежским секретарём. На 1862 год титулярный советник, и с  1869 года надворный советник в звании камер-юнкера, состоящий при посольстве в Париже сверх штата.
На 1878 год — статский советник в звании егермейстера Императорского двора состоящий при Министерстве иностранных дел в должности почётного мирового судьи Подольской губернии и попечителя 2-го Подольского Московского воспитательного дома. С 1892 по 1896 года  директор Московско-Брестской железной дороги. На 1893 год действительный статский советник, попечитель Императорской Санкт-Петербургской Николаевской детской больницы. В 1897 году  произведён в тайные советники. На 1900 год почётный опекун Опекунского совета Учреждений императрицы Марии Фёдоровны. В 1904 году произведён в звание обер-егермейстеры Двора Его Императорского Величества.
Был награждён всеми российскими орденами вплоть до ордена Святого Александра Невского с бриллиантовыми знаками пожалованными ему 18 сентября 1907 года. По отзыву современников, граф Толстой был маленького роста, не очень добрый, но умный человек. Бесхарактерный и приятный в обществе, он за женой получил в приданое огромное состояние, и вместе с ней занимался его расточением, что и достиг блистательно.
Скончался от болезни сердца 22 апреля 1914 года в возрасте 74 года в Париже; был похоронен 12 июня 1914 года в Сергиевой пустыне под Петербургом.
На доме 53 по Большой Морской ул. со стороны Почтамтского переулка над аркой видна монограмма «ГКТ», принадлежащая Павлу Голенищеву-Кутузову-Толстому.

## Семья

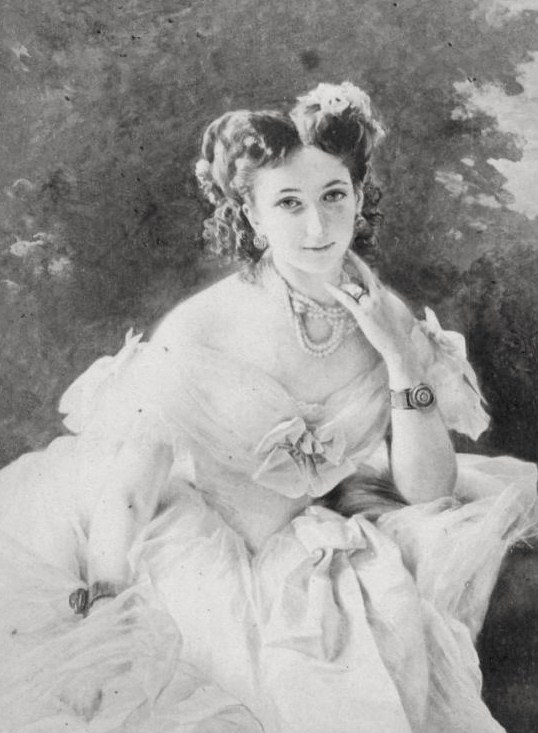
Екатерина Дмитриевна на портрете Винтерхальтера

Жена (с 9 ноября 1866 года) — Екатерина Дмитриевна д`Андриани (26.08.1848—23.03.1937), побочная дочь директора Императорских театров миллионера Андрея Ивановича Сабурова от связи его с вдовой Леона Батлера. Венчание было в Соборе Александра Невского в Париже. Поручителями были отец жениха, Эммануил Дмитриевич Нарышкин и Михаил Николаевич Сазонов, по невесте — князь Пётр Львович Витгенштейн и В. Чичерин. По отзыву современника, графиня была «особа бойкая и не дурная». Живя с мужем во Франции, блистала при дворе Наполеона III и удивляла своими бриллиантами весь Париж. Княгиня Е. Радзивилл находила Катти Толстую одним из самых красивых существ, которых ей когда-либо доводилось встречать: «Лик Мадонны и прямой профиль так и просились на полотно художника, но ни одно из них не передавало её очарования. Были красавицы более ослепительные, но ни одна из них не обладала такими чудесными, прекрасными глазами, которые делали мадам Толстую необыкновенно привлекательной и придавали ей неописуемый шарм. При этом она была добра, любезна и мила. Возраст не уничтожил её красоты, а седые волосы только добавили привлекательности. Потеряв мужа, она жила в своем доме в Париже, который обустроила с непревзойденным вкусом. Будучи бабушкой, не делала из этого тайны, а годы не были над ней властны». Дети:
- Александр (08.09.1867, Париж — 14.07.1914[14]), лейтенант флота, умер в Париже от заражения крови, похоронен в России.
- Павел (25.02.1869, Париж — 1909), полковник, умер от ран после русско-японской войны.  Его сын, Михаил (1896—1980), последний носитель этой фамилии, мемуарист, скончался в эмиграции в Ирландии[19].